# Fédération grecque de rugby à XV
La Fédération grecque de rugby à XV (Hellenic Federation of Rugby (HFR)) a la charge d'organiser et de développer le rugby à XV en Grèce. Elle regroupe les fédérations régionales, les clubs, les associations, les sportifs, les entraîneurs, les arbitres, pour contribuer à la pratique et au développement du rugby à XV dans toutes les régions grecques.
Elle intègrera à terme l'International Rugby Board (IRB).

## Équipe nationale
L'équipe nationale rassemble les meilleurs joueurs de rugby à XV de Grèce. Elle est créée en 2005. En juin 2005, la Grèce entre dans la FIRA - Association Européenne de Rugby, dans le groupe 3D. L'équipe nationale de rugby à XV fait ses premiers entraînements en septembre 2005, pour un premier match contre l'Autriche le mois suivant.
En 2007, l'équipe de Grèce est promue dans le groupe 3C (Bulgarie, Luxembourg, Finlande et Israël) qualificatif pour la coupe du monde de 2011. Voir l'article dédié Championnat Européen des Nations (rugby) 2008-2010

## Championnat national
En 2005-2006, un championnat de rugby à XV est créé, avec huit équipes, : trois en Attique, trois à Thessalonique, une à Rhodes et une à Trikala.
Le championnat de Grèce 2008 a été remporté par Athens RFC contre les Springboks de l'Attique. Les deux clubs s'affrontent à nouveau le 28 mars 2009, pour la finale 2009 du championnat.
Athens RFC a remporté également les deux premières éditions.

### Principaux clubs
- Athens RFC, champion de Grèce en titre (2008)
- Springboks de l'Attique, créé en octobre 2000 (stade de Glyka Nera, nord de l'Attique)
- Spartans d'Athènes RFC, plus ancien club, créé en 1982. Il a une équipe senior et une des moins de 18 ans qui jouent au stade d'Aghios Cosmas au sud d'Athènes et une école de rugby pour les garçons et les filles de 12 à 14 ans installée au stade de Glyfada[4]
- Spartakos de Thessalonique
- Héraklès de Thessalonique
- Lions de Thessalonique
- Macédoine de Thessalonique
- Le Colossi Rodos Rugby, à Rhodes, créé en 2003 par des Grecs de retour d'Australie
- Trikala

### Principaux stades
- Stade Zirinio à Athènes (Kifissia)
- Stade Kaftantzoglio à Thessalonique